# 이시하마촌
이시하마촌(石浜村)은 아이치현 지타군에 설치되었던 촌이다. 현재의 히가시우라정에 해당한다.